# RFU Championship 2017-18
La RFU Championship 2017-18, conocida por razones de patrocinio como Greene King IPA Championship, fue la trigésimo primera edición del torneo de segunda división de rugby de Inglaterra.

## Desarrollo
| Pos. | Equipo                  | Encuentros | Encuentros | Encuentros | Encuentros | Tantos | Tantos | Tantos | PB | Puntos |
| Pos. | Equipo                  | PJ         | PG         | PE         | PP         | F      | C      | Dif    | PB | Puntos |
| ---- | ----------------------- | ---------- | ---------- | ---------- | ---------- | ------ | ------ | ------ | -- | ------ |
| 1    | Bristol Bears           | 22         | 21         | 0          | 1          | 949    | 417    | +532   | 19 | 103    |
| 2    | Ealing Trailfinders     | 22         | 16         | 1          | 5          | 766    | 522    | +244   | 17 | 83     |
| 3    | Bedford Blues           | 22         | 11         | 2          | 9          | 654    | 576    | +78    | 20 | 68     |
| 4    | Cornish Pirates         | 22         | 12         | 0          | 10         | 681    | 577    | +104   | 19 | 67     |
| 5    | Jersey Reds             | 22         | 13         | 1          | 8          | 542    | 480    | +62    | 11 | 65     |
| 6    | Yorkshire Carnegie      | 22         | 12         | 2          | 8          | 518    | 547    | –29    | 11 | 63     |
| 7    | Doncaster Knights       | 22         | 9          | 1          | 12         | 582    | 615    | –33    | 19 | 57     |
| 8    | Nottingham RFC          | 22         | 10         | 1          | 11         | 547    | 619    | −72    | 10 | 52     |
| 9    | Richmond FC             | 22         | 9          | 0          | 13         | 444    | 597    | –153   | 10 | 46     |
| 10   | Hartpury University RFC | 22         | 6          | 1          | 15         | 480    | 623    | –143   | 16 | 42     |
| 11   | London Scottish         | 22         | 6          | 1          | 15         | 521    | 707    | –186   | 14 | 40     |
| 12   | Rotherham Titans        | 22         | 2          | 0          | 20         | 376    | 780    | −404   | 6  | 14     |

|  | Campeón.                           |
|  | Descendido a la National League 1. |

### Campeón
| Bandera de Inglaterra |
| Campeón Bristol Bears |
| Cuarto título         |